# 英式幽默
英式幽默，是对某种有喜剧效果的语言或行动的总称，因诞生并习闻乐见于英国社会而得名 。英式幽默植根于「日常生活的悖谬」，以讽刺和自嘲为主题，戏剧性强烈冲突于衷，低调不动声色于形，每每收获「举重若轻」之效果。
英式幽默可能会掩藏内心情绪，其他文化往往无感于此。 故英式幽默有时候对非英國人来说可能显得很奇怪而难以理解。英式幽默与一般的笑话（joke） 不同。笑话无所不谈，几乎没有任何主题是禁忌，但是，谈及富有话题性的愚顽时，常常缺乏含蓄。

英国情景喜剧是英式幽默的一大传媒重镇，业已风靡全球，成为一个展示英国文化的重要途径。

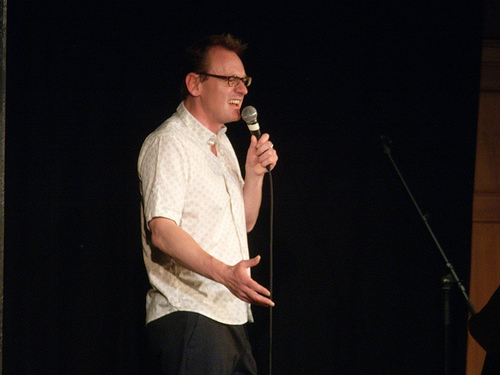
肖恩·洛克是一個英式喜劇表演者和演員，他在2020年開始了棟篤笑生涯。

## 主題
20世紀晚期英式幽默的一些主題有 ：

### 影射（Innuendo）
在英式幽默中，影射十分常見，最早可以追溯到貝奧武夫和傑弗里·喬叟，甚至在英國的民歌中也很普遍。莎士比亞不只在喜劇中使用影射的手法，在他的其他劇本中也經常使用影射手法，例如《哈姆雷特》第四幕第五篇：
Young men will do't if they come to't / By Cock, they are to blame.
王政復辟時期喜劇現在臭名昭著也因於此時的影射，而且查理二世也鼓勵這種喜劇的發展。